# Culpa in vigilando
La culpa in vigilando, espressione latina traducibile con "colpa nella vigilanza", è, in diritto, la colpa conseguente alla mancata sorveglianza nei casi in cui quest'ultima rientri espressamente nei propri doveri di responsabilità oggettiva. Esempi tipici sono le colpe connesse ad inadempienze dei dirigenti delle pubbliche amministrazioni oppure alla mancata vigilanza dei genitori sui figli o ancora alle responsabilità in cui incorre un istituto scolastico in caso di infortunio subito da uno studente durante l’attività scolastica.
Il suo fondamento normativo discende dall'art. 2048 del Codice civile italiano.